# Église Saint-Parres d'Onjon
L'église Saint-Parres est une église située à Onjon, en France.

## Description
Bâtiment du XVIe siècle, qui fut ravagé par un incendie le 17 avril 1693 ; les reconstructions durèrent jusqu'en 1740. C'est une église-halle. Elle possède une statue de Parres en calcaire peint et doré. Un maître autel du XVIIIe siècle. Un baptistère octogonal du XVIe siècle.

## Localisation
L'église est située sur la commune d'Onjon, dans le département français de l'Aube.

## Historique
À l'origine, cette église a été consacrée en 1535 sous le vocable de Saint-Parres, citoyen de Troyes ayant été martyrisé en l'an 275.
Le 17 avril 1693, une femme qui avait chauffé son four déposa dans sa grange le reste de son bois, provoquant un important incendie dans le village. Ainsi un grand nombre de maisons, l'église et le presbytère furent la proie des flammes, et plusieurs habitants abandonnèrent le village pour aller s'établir autre part. Bien heureusement, l'église d'Onjon ne fut pas entièrement détruite par l'incendie comme le témoigne son style architectural du XVIe siècle encore discernable aujourd'hui. 
Cependant, de par la présence de dégâts importants sur la bâtisse, la fin des réparations ne s'acheva qu'en 1740, soit 47 ans après l'incendie. De plus, une importante partie de l'église fut supprimée par l'utilisation des matériaux de l'ancien sanctuaire, se prolongeant autrefois jusqu'au mur du cimetière. Comme le prouvent les fouilles réalisées lors de la récente rénovation de l'église, les fondations de l'ancien monument sont conservées intactes et l'actuel sanctuaire a été construit sur l'emplacement d'une quatrième travée.
Elle était une cure du doyenné de Brienne à la présentation du chapitre de Pougy. 
L'édifice est inscrit au titre des monuments historiques en 1987.